# Bingley
Bingley ist eine Stadt im Metropolitan Borough der City of Bradford im Metropolitan County West Yorkshire, England, mit gut 22.000 Einwohnern (Stand 2011).

## Geographie
Die Altstadt von Bingley befindet sich zwischen dem Fluss Aire und dem Leeds and Liverpool Canal. Druids’ Altar ist ein Fels-Aufschluss oberhalb von Bingley.

## Geschichte

### Gründung
Bingley wurde vermutlich durch die Sachsen gegründet. Der Name bedeutet im sächsischen Original so viel wie „Bing’s clearing“, obwohl dies weder die originale Aussprache noch die Rechtschreibung von Bing darstellt. Es wird vermutet, dass Bingley an einer Furt durch den Fluss Aire gegründet wurde. Diese Querung stellte eine Verbindung zu den Dörfern von Harden, Cullingworth und Wilsden auf der südlichen Seite des Flusses her. Neben der Furt hat vermutlich die Verengung des Aire-Tals an dessen Oberlauf eine Rolle bei der Ansiedlung gespielt hat.

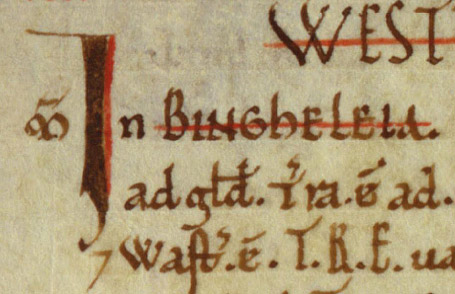
Bingleys Eintrag im Domesday Book, 1086

Im Domesday Book von 1086 wird Bingley als „Bingheleia“, mit folgendem Eintrag aufgeführt:
m In Bingheleia hb. Gospatric iiij car’ tra e’ ad gld. tra ad ii car’ Ernegis de burun h’t. & Wast’ e’. T.R.E. val, iiij lib’. Silva past’ ii leu’ lg’ & i lat’. Tot’ m’ e iiij leu’ lg’ & ii lat’
Was übersetzt in etwa bedeutet:
In Bingheleia, Gospatric hat vier Carucatae zu besteuerndes Land. Es gibt Land für zwei Pfluggeschirre. Ernegis de Burun besitzt es und es ist Ödland. In der Zeit von Eduard dem Bekenner wurde es auf einen Wert von vier Pfund geschätzt. Waldgebiete zwei Leugen lang und eine breit. Insgesamt ist der Herrensitz vier lang und zwei breit.

### Mittelalter
Die Furt wurde durch die Ireland Bridge einige Meter stromaufwärts abgelöst. Im Mittelalter war Bingley eine Grundherrschaft, welche sich viele Kilometer entlang des Aire-Tals befand, stromaufwärts erstreckte es sich bis Marley, einem heutigen Außenbezirk von Keighley, und stromabwärts bis Cottingley. Bingley wurde 1212 durch König Johann zur Marktstadt erhoben. Zu den ältesten Gebäuden in Bingley zählen die Poststation und das Old White Horse Inn, beide befinden sich an der nördlichen Seite der Ireland Bridge.
Gemäß einer Kopfsteuer von 1379 hatte Bingley 130 Haushalte mit wohl 500 Personen. Die nahegelegenen Städte Radford, Leeds und Halifax hatten jeweils nur etwa halb so viel Einwohner. Zu dieser Zeit war Bingley die größte Stadt in diesem Gebiet.
Es gibt keine Aufzeichnungen darüber, wie Bingley den Schwarzen Tod überstanden hat, der im 14. Jahrhundert in Europa grassierte. Schätzungen zufolge starb ein Drittel der damaligen europäischen Bevölkerung an der Epidemie, manchmal wurden ganze Städte und Dörfer ausgelöscht. Gemäß der Kopfsteuer von 1379 hatte die nahegelegene Stadt Boulton keine Überlebenden, die eine Steuer zahlen konnten. Bingley hingegen schien nur leicht von der Krankheit betroffen gewesen zu sein.

### Tudor-Zeit
Im Jahre 1592 wurde Bingley auf einer Karte des Yorkshire-Kartographen Christopher Saxton als eine einzelne Straße mit jeweils 20 Häusern auf beiden Straßenseiten dargestellt. Die Kirche lag am westlichen Ende der Straße, ihr gegenüber stand ein großes Haus, vermutlich ein Herrenhaus. Seit Bingley eine Marktstadt war, befanden sich die Marktstände wohl an einem der beiden Straßenenden.

### Industrielle Revolution

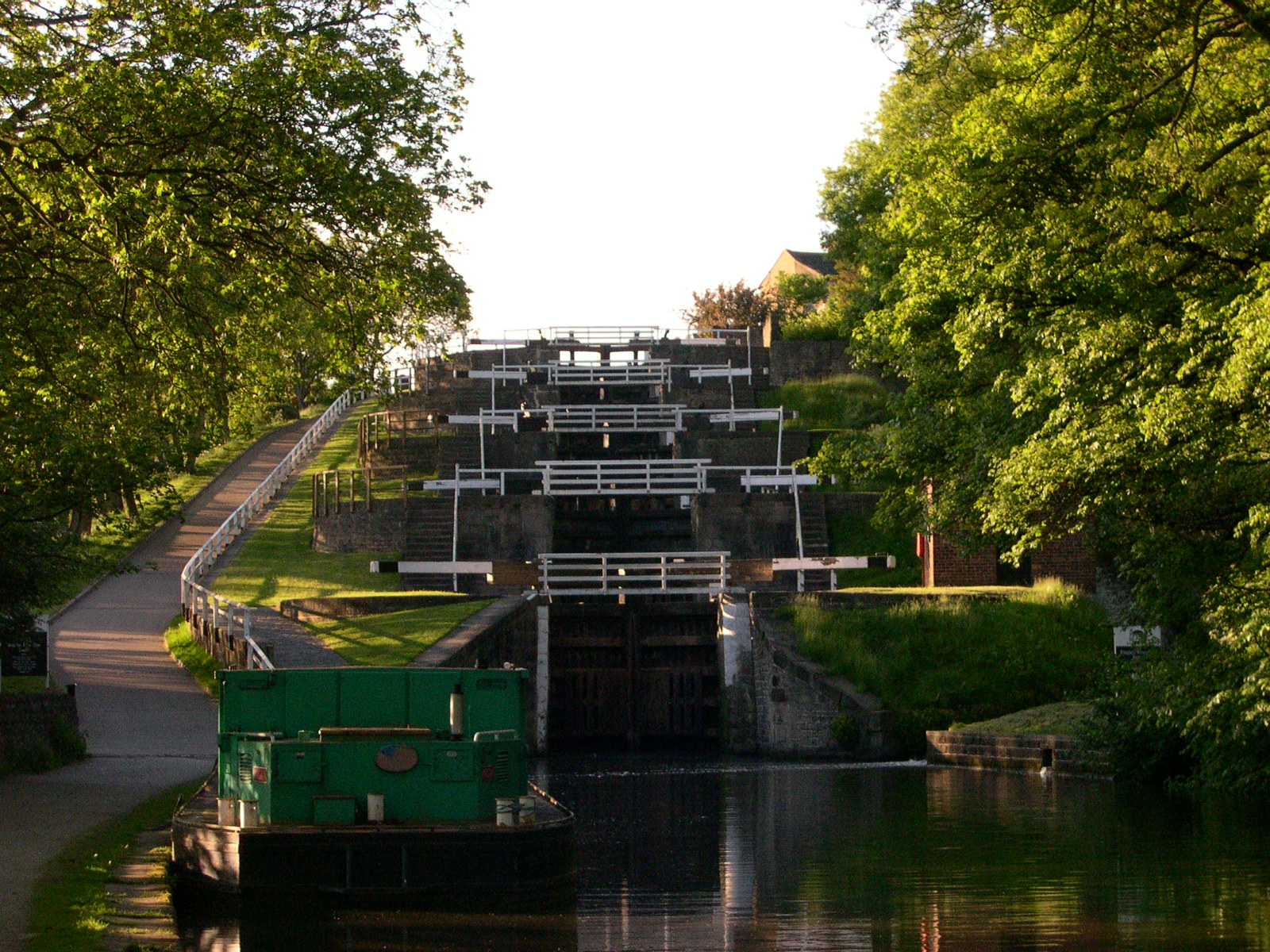
Bingley Five Rise Locks

Wie die meisten Städte im West Riding blühte Bingley während der industriellen Revolution auf. Der Bingley-Kanalabschnitt des Leeds and Liverpool Canal wurde 1774 fertiggestellt, er verbindet Bingley mit Skipton und mit Bradford über den Bradford Canal. Der Kanal verläuft mitten durch das Zentrum von Bingley, um dann in den Schleusentreppen Bingley Three Rise Locks und Bingley Five Rise Locks nach Keighley aufzusteigen. Zahlreiche Wollspinnereien wurden gegründet, und Bewohner der umliegenden Gegenden zogen in die Stadt, um in den Spinnereien zu arbeiten. Viele wanderten auch aus entfernten Gegenden zu, wie z. B. aus Irland, besonders nach der großen irischen Hungersnot 1845–1849. Eine Eisenbahnlinie durch Bingley wurde 1847 eröffnet, ein Güterbahnhof brachte zusätzlichen Handel nach Bingley. Während dieser Zeit wuchsen die Gemeinden Gilstead und Eldwick mit Bingley zusammen. Die Bingley Building Society wurde in dieser Zeit gegründet.

### Neuzeit
Das Bingley College wurde 1911 von Helen Wodehouse, der ersten Rektorin, eröffnet. Die ersten aufgenommen 102 Frauen stammten aus der Region von West Riding of Yorkshire. Über die Jahre bis zur Schließung 1979 wurden etwa 16.000 Lehrer ausgebildet, was einen bedeutenden Wirtschaftsfaktor für die Stadt darstellte.
In den 1960er Jahren wurde der Güterbahnhof abgerissen. Die Textilindustrie wanderte über die Jahre in Billiglohnländer ab. Nur die Damart-Spinnerei besteht bis heute und handelt mit Textilien. Seit 1995 wurden die Gerberei und andere Spinnereien in Wohnraum umgewandelt. 1974 wurde das Verwaltungsgebiet West Riding of Yorkshire durch die die neue Metropolitan County von West Yorkshire ersetzt und der Bingley Urban District Council wurde aufgelöst. Bingley ist seit dieser Zeit ein Stadtbezirk von Bradford. Im Zuge der Reformen von Margaret Thatcher wurde die Mehrheit der Sozialwohnungen in Privateigentum überführt. Ein großer Anteil dieser Gebäude wurde abgerissen und als Privatwohnungen neu aufgebaut. In den letzten Jahren florierte Bingley als begehrter Wohnvorort von Bradford.

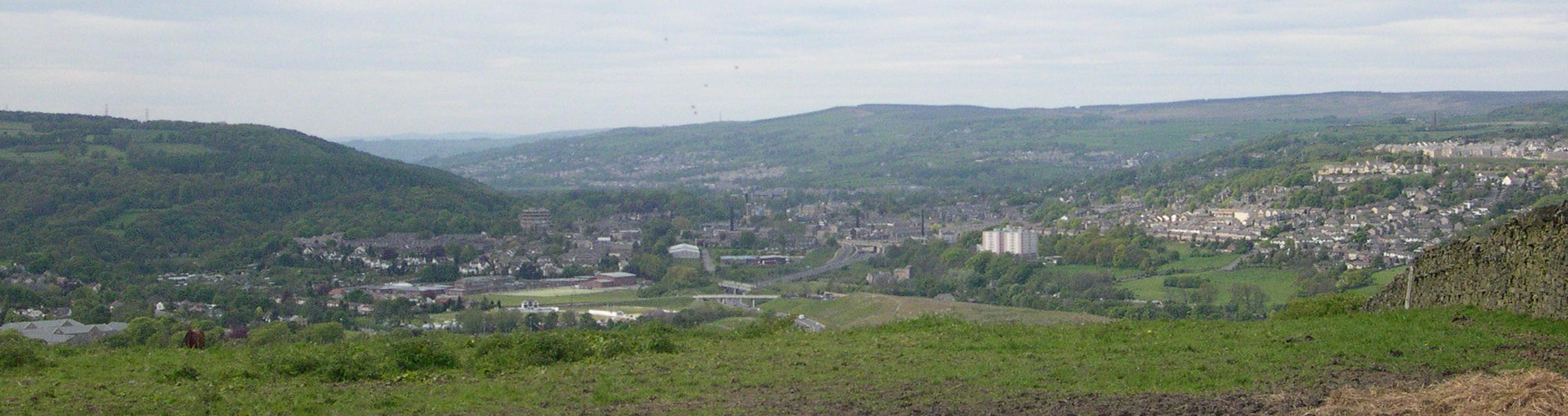
Panoramasicht über Bingley

## Verkehr
Die Stadt besitzt eine eigene Eisenbahnstation an der Airedale Line mit direkten Zügen nach Leeds, Bradford, Skipton, Morecambe und Carlisle. Der Flughafen Leeds Bradford International Airport befindet sich in elf Kilometer Entfernung. Durch die Stadt führen die Hauptstraße A650 und die B6265, welche Shipley mit Keighley verbinden. Von letzterer zweigt die B6429 nach Süden ab, die auf die A629 zwischen Keighley und Halifax führt.

## Bildung
Bingley besitzt Grund- und Mittelschulen. An Mittelschulen gibt es die Gesamtschule Beckfoot School und die Bingley Grammar School, gegründet im 16. Jahrhundert.

## Sonstiges
- Der Airedale Terrier wurde ursprünglich in dieser Gegend gezüchtet und wird auch als Bingley Terrier bezeichnet.
- Einer der Hauptpersonen in Jane Austens Roman Stolz und Vorurteil wird Mr. Bingley genannt und kommt aus dem Norden von England.
- Bingley wird gelegentlich als „Drosselnest von England“ (Throstle’s Nest of Old England) bezeichnet. Es ist unklar, woher dieser Name stammt, der mit der Stadt Wigton in Cumbria geteilt wird und mit vielen Pubs in ganz England.

## Persönlichkeiten

### Söhne und Töchter der Stadt
- Frank W. Walbank (1909–2008), Altphilologe und Althistoriker
- Sir Fred Hoyle (1915–2001), Astronom
- Peter Sutcliffe (1946–2020), Serienmörder
- Steven Smith (* 1962), Springreiter
- Ian Hutchinson (* 1979), Motorradrennfahrer

### Personen, die mit Bingley in Verbindung stehen
- John Braine, Autor des Romans Der Weg nach oben; arbeitete in der Bibliothek Bingley Library bis 1942.
- Ernest Shackleton, Polarforscher, dessen Vorfahren ihren Stammsitz in Bingley hatten. Dem Ort zu Ehren benannte er den von ihm im Transantarktischen Gebirge entdeckten Bingley-Gletscher.[2]